# Ondskab (film)
Ondskab (Ondskan) er en svensk film fra 2003 instrueret af Mikael Håfström efter Jan Guillous selvbiografiske roman Ondskaben. Ondskab er Håfstrøms anden biograffilm efter Leva livet. Andreas Wilson havde sin debut i denne film som hovedrollen Erik Ponti. Filmen vandt tre guldbagger for bedste film, bedste produktionsdesign (Anna Asp) og bedste fotograf (Peter Mokrosinski). Den blev nomineret til en Oscar for bedste udenlandske film i 2004.

## Handling
Filmen følger Jan Guillous alter ego Erik Ponti. Erik er 16 år og opvokset i et hjem og skolemiljø, hvor konflikter og vold er dagligdagen. Erik får bank af sin mors nye mand, der er en arrogant hustyran. I skolen får han afløb for frustrationerne ved at tæve sine plageånder til blods. Han rager sig uklar med skolen og bliver smidt ud. Eriks mor giver sin søn en ny chance, da hun sælger ud af arvegodset og skaffer ham en plads på en prominent kostskole for velhavendes børn. Erik griber chancen men må grueligt meget igennem i et sadistisk hierarki styret af de ældste elever. Erik vil ikke indordne sig og vælger at sætte sig op imod de ældre elevers systematiske terror, og dette får store konsekvenser for Erik, der ellers vil gøre alt for ikke igen at komme i problemer. Erik får hurtigt en ærkefjende på skolen ved navn Otto Silverhielm, en ældre elev som ved sin alder og ikke mindst som formand for Rådet nu har fået ret til at terrorisere mindre elever ved at mishandle dem fysisk og psykisk, hvis de bryder «reglerne». Rådsmedlemmerne finder selv på idelige påskud, når de skal mistænke og "bevise", at en mellemskoleelev har forbrudt sig mod en regel. Erik modsætter sig straks uretfærdighederne på skolen og kommer dermed til at mærke konsekvenserne på egen krop. Erik får også en intelligent ven ved navn Pierre Tanguy (Henrik Lundström). Før Erik kom til skolen, fik Pierre lov til at være i fred, fordi han var svag og fej, men da han holder med Erik, bliver han også ydmyget og mishandlet eksempelvis ved, at han bliver tvunget til at slås og ved, at de to kammerater får en spand med afføring kastet ind i deres værelse om natten. I løbet af filmen eskalerer volden og ondskaben både fra Otto Silverhielms bande og fra Erik selv, og et hovedtema bliver, om Erik skal fortsætte på samme måde, han har gjort før ved at give igen og skade andre (og dermed blive selve ondskaben selv), eller om han skal distancere sig fra det had, han har lært af stedfaren og den hårde virkelighed, han lever i. Midt i galskaben finder Erik kærligheden (en ung finsk tjenestepige ved navn Marja), selvom den er forbudt, da man ikke må omgås det kvindelige personale. Men hævnen mod galskaben – den får han til sidst.

## Modtagelse
Bogen Ondskan blev en af Sveriges mest populære ungdomsbøger nogensinde, og filmen fik også gode seertal (962.152 solgte biografbilletter i Sverige ifølge IMDb). Alligevel kom der en del kontroverser omkring sandheden af historien. Jan Guillou hævder selv i interviews at alt i bogen og det meste i filmen er 100 % sandt, selv om flere klassekammerater og Guillous mor har kritiseret historien for at være overdrevet voldelig og ekstrem. Kostskolen Solbacka, som Guillou gik på, blev dog lukket i virkeligheden, lige efter at Jan Guillou havde tippet journalister om forholdene der.

## Medvirkende
- Andreas Wilson som Erik Ponti
- Gustaf Skarsgård som Otto Silverhielm
- Linda Zilliacus som Marja
- Henrik Lundström som Pierre Tanguy
- Jesper Salén som Gustaf Dalén
- Filip Berg som Carl-Johan
- Peter Eggers som Karl von Rosen
- Sanna Mari Patjas som Stina
- Johan Rabaeus som Eriks stedfar
- Marie Richardson som fru Ponti, Eriks mor
- Magnus Roosmann som Tosse Berg, gymnastiklærer
- Ulf Friberg som Tranströmer, lærer
- Lennart Hjulström som Lindblad, rektor på Stjärnsberg
- Mats Bergman som Melander, historielærer
- Kjell Bergqvist som advokat Gunnar Ekengren
- Fredrik af Trampe som von Schenken
- Petter Darin som von Seth

## Om filmen
- En af deltagerne i det svenske Idol 2006; Danny Saucedo, var med som statist i filmen.
- Også Christian Rinmad kendt som Håkon Foss Larsen i SVTs store dramaserie, Andra Avenyn var med som statist.
- Filmen kostede 20 millioner svenske kroner at lave.
- Filmen solgte over hele verden (130 lande) og er en af de mest populære svenske film gennem tiderne. Instruktøren Mikael Håfström gjorde efterfølgende international karriere og instruerede tre film for de berømte Weinstein brødre. "1408" med John Cusack og Samuel Jackson er den mest indkomstbringende film en svensk filminstruktør har lavet.